# Chiesa di San Nicola Vescovo (Cursi)
La chiesa di San Nicola Vescovo è la parrocchiale di Cursi, in provincia di Lecce e arcidiocesi di Otranto; fa parte del vicariato di Maglie.

## Storia
L'originaria chiesa cursiate, in stile rinascimentale, venne costruita nel Cinquecento; alla fine del medesimo secolo fu eretto anche il campanile, poi ampliato e sopraelevato nel 1738.
La prima pietra della nuova parrocchiale neoclassica venne posta nel 1830; l'edificio, che andò a inglobare parti dell'antico luogo di culto, fu portato a compimento nel 1838.
Nel 1995 la chiesa venne interessata dall'adeguamento liturgico secondo le norme postconciliari mediante l'aggiunta dell'altare rivolto verso l'assemblea e dell'ambone.
Nel 2003 venne condotto un intervento di restauro che interessò la torre campanaria nella sua interessa e la chiesa per quanto riguarda la cappella laterale ricavata dell'abside della parrocchiale cinquecentesca.

## Descrizione

### Esterno
La simmetrica facciata a capanna della chiesa, rivolta a sud, presenta centralmente il portale d'ingresso timpanato ed è scandita da quattro paraste con capitelli ionici sorreggenti la trabeazione e il frontone di forma triangolare.
Annesso alla parrocchiale è il campanile a base quadrata, la cui cella presenta su ogni lato una monofora ed è coronata dalla cupoletta poggiante sul tamburo.

### Interno
L'interno dell'edificio, la cui pianta è a croce latina, si compone di un'unica navata, sulla quale si affacciano i bracci del transetto e le cappelle laterali, introdotte da archi a tutto sesto, e le cui pareti sono scandite da lesene sorreggenti la trabeazione modanata e aggettante sopra la quale si impostano le volte a spigolo; al termine dell'aula, rialzata di alcuni gradini, ospitante l'altare maggiore e chiuso dall'abside di forma semicircolare.
Qui sono conservate diverse opere di pregio, la maggiore delle quali è la statua lignea con soggetto San Nicola, di scuola veneziana.